# Żupania krapińsko-zagorska
Żupania krapińsko-zagorska (chorw. Krapinsko-zagorska županija) – komitat położony w północnej Chorwacji ze stolicą w Krapinie. W 2011 roku liczył 132 892 mieszkańców.

## Podział administracyjny
- miasto Krapina
- miasto Donja Stubica
- miasto Klanjec
- miasto Oroslavlje
- miasto Pregrada
- miasto Zabok
- miasto Zlatar
- gmina Bedekovčina
- gmina Budinščina
- gmina Desinić
- gmina Đurmanec
- gmina Gornja Stubica
- gmina Hrašćina
- gmina Hum na Sutli
- gmina Jesenje
- gmina Kraljevec na Sutli
- gmina Krapinske Toplice
- gmina Konjščina
- gmina Kumrovec
- gmina Marija Bistrica
- gmina Lobor
- gmina Mače
- gmina Mihovljan
- gmina Novi Golubovec
- gmina Petrovsko
- gmina Radoboj
- gmina Sveti Križ Začretje
- gmina Stubičke Toplice
- gmina Tuhelj
- gmina Veliko Trgovišće
- gmina Zagorska Sela
- gmina Zlatar Bistrica